# The Best of Groove Armada
The Best of Groove Armada — первый сборник лучших песен электронного дуэта Groove Armada. Релиз пластинки состоялся 11 ноября 2004 года на лейбле Jive Records.

## Стиль, отзывы критиков
Обозреватель сайта Allmusic.com Дэвид Джефрисс положительно оценил диск, отметив, что «на сборнике представлен почти идеальный выбор треков», которые действительно являются проверенными хитами и укрепляют мнение о Groove Armada как об одной из лучших групп своего жанра. По словам критика, компиляция придётся по душе как старым поклонникам коллектива, так и неподготовленным слушателям.

## Список композиций
1. «Superstylin'»
2. «If Everybody Looked the Same»
3. «I See You Baby» (Fatboy Slim Mix)
4. «At the River»
5. «My Friend»
6. «All of Me» (Lovebox Sessions)
7. «Take Me Home (Европейский бонус трек, новая композиция)»
8. «Inside My Mind (Blue Skies)»
9. «Easy»
10. «Chicago»
11. «Purple Haze»
12. «Blame It on the Sun»
13. «Madder»
14. «But I Feel Good»
15. «Think Twice»